# Kinderschuh
Kinderschuhe sind eine Bekleidung für die Füße von Kindern mit einer relativ festen Sohle. Ihnen kommt entwicklungsphysiologisch eine besondere Bedeutung zu, da sie den, nicht nur im Wachstum begriffenen, sondern sich insgesamt zum Erwachsenenfuß entwickelnden Kinderfuß bei dieser Entwicklung nicht behindern dürfen.

## Die ersten Schuhe
Grundsätzlich benötigt der kindliche Fuß keine Schuhe. Diese sind nur aus Gründen des Schutzes vor Auskühlung und mechanischen Verletzungen sinnvoll. Alle medizinischen Untersuchungen weisen die grundsätzlich positiven Auswirkungen des Barfußlaufens auf die naturgemäße Entwicklung eines gesunden Fußes nach. Jedwede Fußbekleidung (auch ein Strumpf) stellt eine Einschränkung der Beweglichkeit des Fußes dar, die nur dann zu akzeptieren ist, wenn dadurch andere, größere Beeinträchtigungen der Gesundheit verhindert werden können.

### Babyschuhe

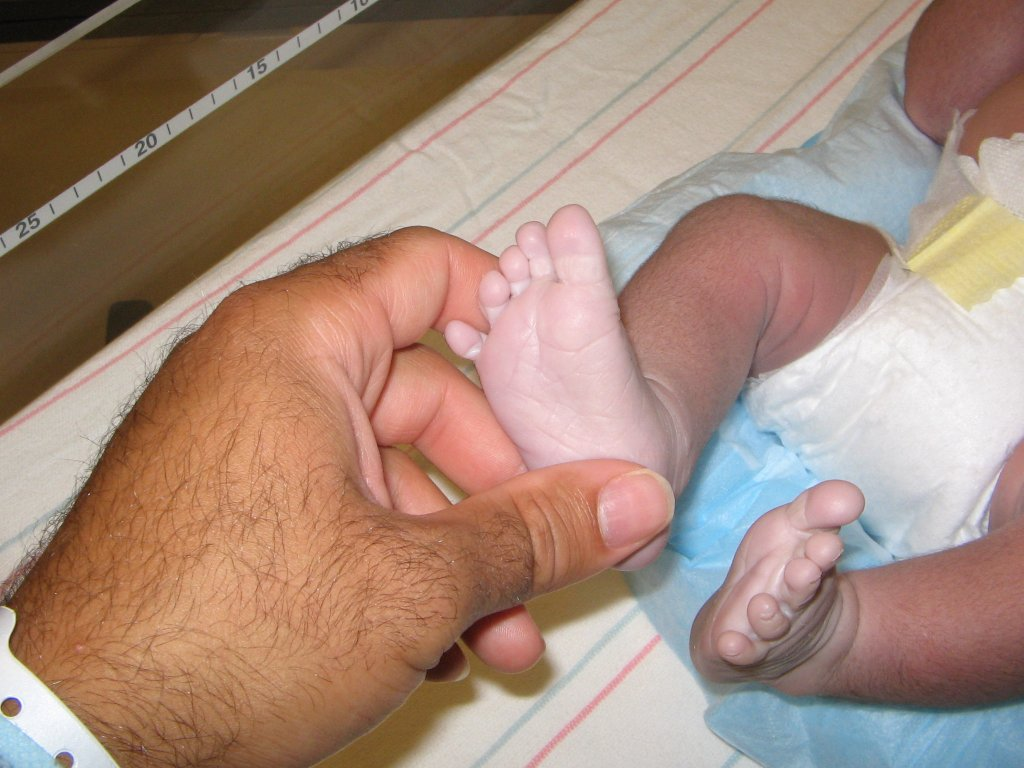
Die Füße von Babys und Kleinkindern haben noch nicht die spätere Fuß- und Fußsohlenform.

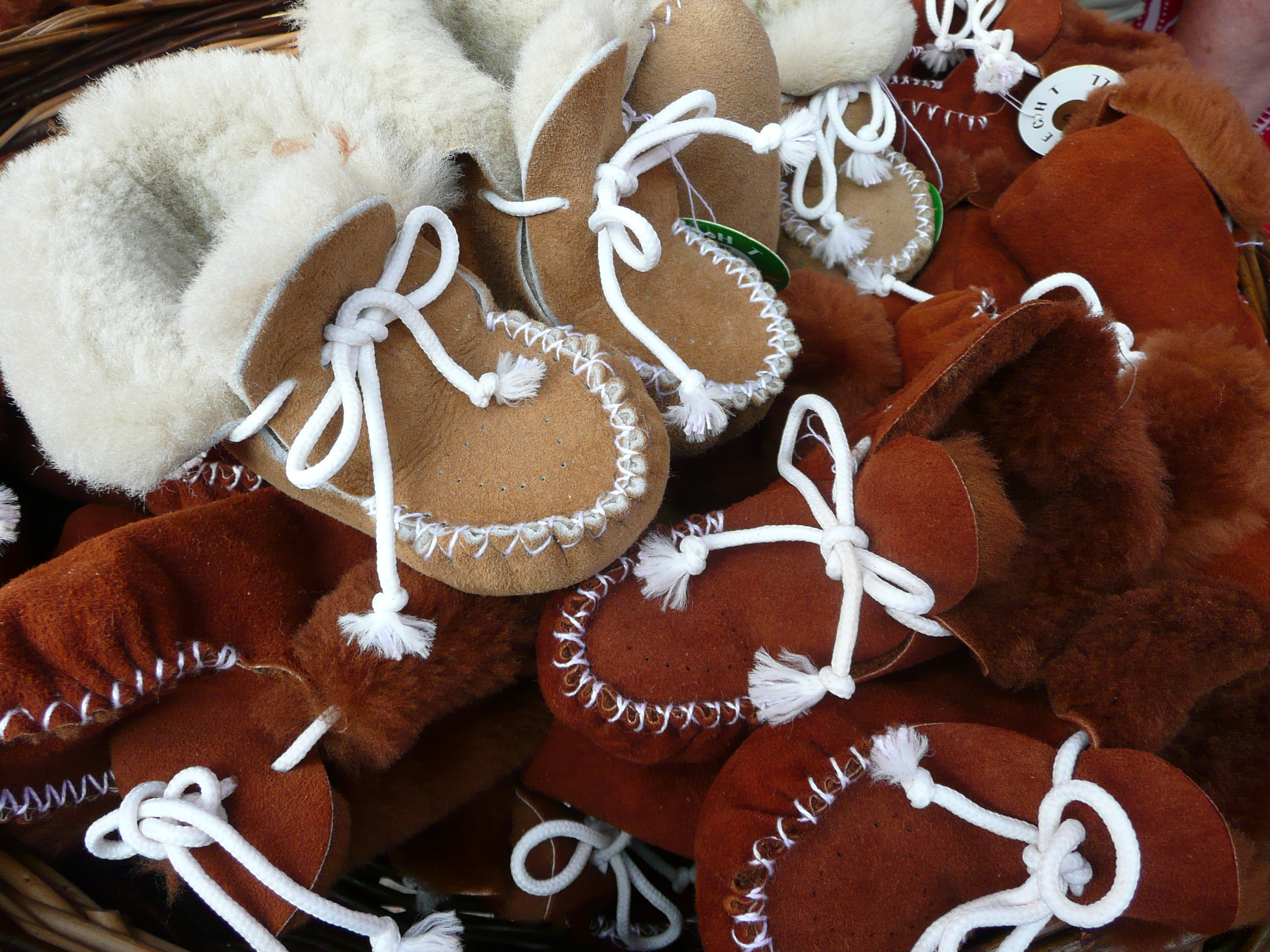
Babyschuhe aus Velours-Lammfell

Babyschuhe sind aus weichem Leder mit Lederfutter, einer leichten Fersenstütze und einer sehr biegsamen, dünnen Gummisohle. Babyschuhe sind vollkommen überflüssig und eher schädlich. Dass Babyschuhe unnötig sind, erkennt man bereits daran, dass Kinder in diesem Alter nur krabbeln und nicht gehen oder stehen. Insofern sind irgendwelche in Babyschuhe eingebaute vermeintliche „Fersenstützen“ Unfug. Genauso wie die Gummisohle mancher Babyschuhe, die nur die natürliche Fußatmung einschränken.

### Erstlaufschuhe
So genannte Erstlaufschuhe sind aus weichem Leder gefertigt, mit Lederfutter, Lederfußbett, Fersenstütze und innerer Spitzenverstärkung. Sie haben eine biegsame Leder- oder Gummisohle.
Sobald das Fußskelett und die Fußmuskulatur bereit sind, das Gewicht des Körpers zu tragen, wird sich das Kind selbst überall heraufziehen, um zu stehen. Ab einem Alter von ungefähr einem bis anderthalb Jahren wird das Kind zu gehen beginnen. Hierfür braucht das Kind keine Schuhe. Die Fußentwicklung und -kräftigung findet am ungestörtesten ohne jede Umhüllung des Fußes statt. Die Bezeichnung „Erstlaufschuhe“ ist ein aus der Industrie stammender Werbebegriff und die Schuhe sind medizinisch nicht zu befürworten.
Falls Eltern für ihre Kinder in diesem Alter trotzdem Schuhe kaufen, sind Passform und Atmungsaktivität die wichtigsten Kriterien. Weil der kindliche Fuß in Schüben wächst, sind regelmäßige Kontrollen notwendig, damit verhindert wird, dass die Schuhe die Füße einengen.

## So passen Kinderschuhe

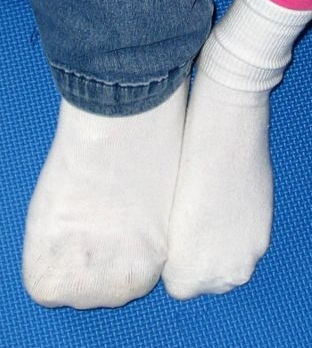
Füße gleicher Länge können sehr verschiedene Formen haben.

Die Schuhe sollten innen mindestens 12 mm und maximal 17 mm länger sein als die Füße. Wie Untersuchungen belegen, trägt die Mehrheit der Kinder zu große oder zu kleine Schuhe, auf jeden Fall nicht passende Schuhe. Auch sind die Größenangaben der Schuhe oft nicht korrekt, meist sind die Schuhe kürzer, als sie gemäß der Schuhgrößenangabe sein sollten. Deshalb ist das Vermessen der Füße im Schuhgeschäft nur dann hilfreich, wenn anschließend der Innenraum der Schuhe damit abgeglichen wird. Denn ein simpler Vergleich der gemessenen Fußlänge und -breite mit den Schuhgrößenangaben des Herstellers von Kinderschuhen ist nicht ausreichend. Ein Kinderfuß wächst im Kleinkindalter durchschnittlich monatlich 1,5 mm – bei älteren Kindern ca. 1,0 mm. Soll ein Kinderschuh eine Saison lang (8 Monate) ausreichend Platz zum Wachstum bieten, errechnet sich so ein Spielraum von mindestens 12 mm.
Die selbst bei Schuhverkäufern immer noch verbreitete Unsitte, durch Druck auf die Schuhvorderkappe die Lage der längsten Zehe und den Freiraum davor herauszufinden, ist völlig unzuverlässig, da Kinder dabei reflektorisch die Zehen anziehen. Fachleute empfehlen Eltern folgendes Vorgehen: Vor dem Schuhkauf wird der Umriss des (größeren) bestrumpften Kinderfußes auf ein Stück festerem Papier gezeichnet (das Kind steht dazu, beide Füße gleichmäßig belastet, auf dem Papier) und entlang dieser Linie ausgeschnitten. Im Geschäft wird die Schablone zur Größenprüfung (Länge und Weite) in die Schuhe eingelegt. Knickt sie beim Glattstreichen auf der Innensohle nirgends um, ist der Schuh nicht zu kurz und nicht zu eng. Durch Vorschieben der Schablone bis zum Anschlag in die Schuhspitze, wird der vor den Zehen zusätzlich erforderliche Freiraum von 12 bis 17 mm als Lücke im Fersenbereich sichtbar. Diese Zugabe erfordert der Fuß beim Abrollen, sie hat nichts mit einer sehr fragwürdigen Wachstumszugabe zu tun. Neben dieser Schablonenmethode gibt es weitere Hilfsmittel, welche die Fußlänge ermitteln und mit der Länge des Schuhinnenraumes abgleichen. Es handelt sich dabei um Kunststoffmessbänder mit den Bezeichnungen BIMS oder Plus 12.
Eine recht einfache Methode, mit der auch während der Tragezeit die Größe kontrolliert werden kann: Wenn möglich nimmt man die Innensohle des Schuhs heraus und stellt den Kinderfuß darauf. Übrigens kann so auch annähernd der Breitenspielraum gemessen werden. Erst am Ende der Tragezeit darf der Fuß am vorderen Ende der Innensohle angekommen sein.
Abgesehen von der korrekten Innenlänge des Kinderschuhes ist auch die Weite wichtig. In einem zu schmalen Schuh wird der Kinderfuß eingeengt und kann dadurch auf Dauer bleibend geschädigt werden. In einem zu weiten und lose am Fuß sitzenden Schuh, kann der Fuß beim Laufen nach vorn in die Schuhspitze rutschen. Dies kann zu einer Stauchung der Zehen wie in einem Kinderschuh mit zu kurzer Innenlänge führen. Da Füße sehr unterschiedliche Formen aufweisen können, sollte die Leistenform auf welcher der Schuh gefertigt wurde das berücksichtigen. Ein hochgesprengter, knochiger schmaler Fuß braucht einen gänzlich anders geformten Schuh, als ein flacher, fleischiger breiter Fuß.
Vor dem Vermessen der Füße sollte das Kind in Socken eine Zeit lang durch den Laden laufen, damit die eventuell zuvor in schlecht passenden Schuhen zusammengedrückten Füße wieder ihre normale Form bekommen.
Bis Ende der 1960er Jahre waren Pedoskope in Schuhgeschäften üblich, Röntgengeräte, um die Passgenauigkeit von Kinderschuhen zu überprüfen.

## Fußentwicklung und Fehlstellungen
Bei Kleinstkindern sind Fußfehlstellungen oder andere Fußprobleme eine äußerst seltene Ausnahme.
Säuglinge haben von Natur aus einen Plattfuß aufgrund des noch vorhandenen Fettgewebes an der Fußsohle und weil sich die Fußgewölbe erst später mit der Belastung ausbilden. Der anfängliche Greifreflex (Babys krümmen die Fußsohle bei einem Berührungsreiz, Erwachsene hingegen strecken sie) nimmt mit dem ersten Lebensjahr zunehmend ab.
Beim Kleinkind ist eine stärkere Innendrehung des Fußes und ein Knick-Plattfuß als normal anzusehen. Bis zum dritten Lebensjahr kann es sein, dass Kinder einen oder beide Füße in eine unregelmäßige Position stellen. Die Ursache liegt im nicht gleichzeitigen, sondern zeitversetzten Wachstum der Knochen, Sehnen und Muskeln. Falls diese unregelmäßigen Stellungen im dritten Lebensjahr nicht verschwinden, sollte ein Arzt um Rat gefragt werden.
Etwa mit dem Beginn des Schulalters ist die normale Fußstatik erreicht. Eine medizinische Kontrolluntersuchung durch den Kinderarzt oder Orthopäden in diesem Alter ist sinnvoll. Werden Fehlstellungen diagnostiziert und sind diese nicht übermäßig, können sie durch ein Fußmuskeltraining beseitigt werden. Einlagen, die den Fuß stützen sollen, sind kontraindikativ: Aktuelle Studien belegen, dass sie keine positive Wirkung beim Knick-Senkfuß haben. Passiveinlagen reduzieren die Muskelaktivität.
Die Kinderfüße wachsen in unregelmäßigen Schüben und nicht gleichmäßig. Bis zu drei Schuhgrößen Wachstum im Jahr sind möglich.

## Problematik
- Fuß- beziehungsweise Schuh-Messmethoden

Studien zeigen, dass Kinderschuhe mindestens zwölf Millimeter länger als die Füße sein sollten. Neue Schuhe können bis zu 17 mm länger sein. Beim Schuhekaufen sollten deshalb nicht nur die Füße, sondern auch die Innenlängen der Schuhe gemessen werden.
- Größenangaben

Die Größenangabe bei vielen Schuhen stimmt nicht mit der Norm überein. Ein Großteil der Kinderschuhe ist viel kürzer als die ausgewiesene Schuhgröße erwarten ließe.
- Schadstoffe in Kinderschuhen

Bei einer von der Zeitschrift Ökotest beauftragten Untersuchung wurden polyzyklische aromatische Kohlenwasserstoffe in Gummistiefeln gefunden.

## Übertragener Sprachgebrauch
Die Redewendung „noch in den Kinderschuhen stecken“ steht auch für das Unausgereiftsein, noch nicht vollständig oder fertig entwickelt sein einer Sache.